# Pratiglione
Pratiglione – miejscowość i gmina we Włoszech, w regionie Piemont, w prowincji Turyn.
Według danych na rok 2004 gminę zamieszkiwało 601 osób, 75,1 os./km².